# Adolfo Suárez Illana
Adolfo Suárez Illana ([aˈðolfo ˈswaɾeθ iˈʝana]) est un entrepreneur, avocat et homme politique espagnol membre du Parti populaire (PP), né le 5 mai 1964 à Madrid.
Fils d'Adolfo Suárez, il est diplômé en droit et avocat d'affaires. Il entre en politique en 2002 en adhérant au PP, qui en fait son candidat à la présidence de Castille-La Manche pour les élections de 2003. Il échoue à défaire le socialiste José Bono et renonce alors à toute fonction institutionnelle.
Il revient dans le champ politique en 2018, lorsqu'il prend la présidence d'un nouveau cercle de réflexion du Parti populaire à la demande du président du parti, Pablo Casado. Il est élu l'année suivante député de Madrid au Congrès des députés dont il devient le troisième secrétaire du bureau.

## Famille et vie professionnelle
Adolfo Suárez Illana est le fils d'Adolfo Suárez González, président du gouvernement d'Espagne de 1976 à 1981, et d'Amparo Illana. Il naît le 5 mai 1964 à Madrid. Il révèle en juin 2005 que son père, qui souffre de la maladie d'Alzheimer, a perdu toutes ses facultés mentales deux ans auparavant.
Il étudie le droit à l'université CEU San Pablo puis à l'université Harvard. Il travaille au sein de Banco Popular entre 1990 et 1993, puis fonde quelques années plus tard un cabinet d'avocats d'affaires.
Le 18 juillet 1998, il épouse à Villahermosa Isabel Flores Santos-Suárez, née en 1972, fille de Samuel Flores López-Flores et d'Isabel Santos-Suárez Barroso, avec qui il a deux enfants, Adolfo et Pablo.

## Engagement politique

### De l'UCD au PP
Il devient membre de l'Union du centre démocratique (UCD) dès l'âge de 14 ans, après quoi il milite au sein du Centre démocratique et social (CDS), deux partis fondés et présidés par son père. Il reprend son activité militante en 2001, en participant à la campagne de Jaime Mayor Oreja aux élections basques. Le 25 janvier 2002, il annonce adhérer au Parti populaire (PP) de José María Aznar, à l'ouverture de son XIVe congrès national. Un jour plus tard, il est nommé membre du comité exécutif national.

### Échec aux régionales de 2003
À la suite de la démission d'Agustín Conde de la présidence du Parti populaire de Castille-La Manche (PPCLM) le 9 mai suivant, à un an des élections régionales, le nom d'Adolfo Suárez Illana est cité avec celui de la députée Rosa Romero pour se présenter à la présidence de la communauté autonome face au socialiste José Bono. Il est formellement investi deux semaines plus tard, le 26 mai.
Le jour du scrutin, le PPCLM totalise 36,6 % des voix et fait élire 18 députés sur 47 aux Cortes de Castille-La Manche, soit trois de moins qu'au scrutin de 1999, tandis que le Parti socialise de Castille-La Manche-PSOE (PSCM-PSOE) remporte 57,9 % des suffrages et obtient 29 parlementaires. Il renonce le 13 juin suivant à exercer son mandat et indique devenir « un militant de base du PP », après que José María Aznar a refusé sa demande de prendre la présidence régionale du PP et de lui accorder les pleins pouvoirs pour remplacer, notamment, les présidents provinciaux,.

### Élections générales de 2019
Le président du Parti populaire Pablo Casado annonce le 2 septembre 2018 la création de la Fondation Concorde et Liberté, un cercle de réflexion dont il confie la présidence à Adolfo Suárez Illana, qu'il présente comme « un patriote engagé pour l'avenir de l'Espagne y dépositaire du meilleur héritage de liberté et de concorde, que son père a dessiné et achevé ». Presque sept mois plus tard, le 25 mars 2019, Casado indique que Suárez Illana occupera la place de « numéro deux » de la liste qu'il mène aux élections générales anticipées du 28 avril suivant dans la circonscription de Madrid.
Après le scrutin, Adolfo Suárez Illana est évoqué comme un potentiel candidat du groupe populaire au poste de premier vice-président du bureau du Congrès des députés, son profil étant perçu comme davantage institutionnel que politique par ses camarades de parti. Il prend possession de son mandat parlementaire le 8 mai, en présentant les documents officiels faisant foi de son identité et de son élection.
Il est finalement proposé le 20 mai pour occuper l'un des quatre postes de secrétaire du bureau, par Casado qui choisit de confier la vice-présidence à la présidente sortante Ana Pastor. Le lendemain, il est élu troisième secrétaire après avoir réuni 67 suffrages sur son nom, bénéficiant de l'appui de tous les élus du PP et d'un député de l'Union du peuple navarrais (UPN),.

### Retrait de la vie politique
Adolfo Suárez Illana annonce le 29 novembre 2022 qu'il met un terme à sa carrière politique, renonçant à son mandat de député, donc ses fonctions au Congrès, et à la présidence de la fondation Concorde et Liberté, afin de « reprendre ses activités professionnelles et familiales », revendiquant être « un professionnel du droit » et non un « homme politique professionnel ». L'après-midi même, en séance publique au palais des Cortès, les remerciements à son égard d'un député du Parti populaire déclenchent des applaudissements sur les bancs des groupes socialiste, Unidas Podemos, Vox et populaire.